# Đổng Xá
Đổng Xá là một xã thuộc huyện Na Rì, tỉnh Bắc Kạn, Việt Nam.

## Địa lý
Xã Đổng Xá có vị trí địa lý:
- Phía bắc giáp xã Quang Phong và xã Dương Sơn
- Phía đông giáp xã Xuân Dương và xã Liêm Thủy
- Phía tây và phía nam giáp huyện Chợ Mới.

Xã Đổng Xá có diện tích 78 km², dân số năm 2019 là 2.416 người, mật độ dân số đạt 31 người/km².
Các khe suối chảy trên địa phận xã là suối Bản Rịa, suối Nà Thác, nậm Giàng, khuổi Nọn.

## Hành chính
Xã Đổng Xá được chia thành 12 bản: Nà Vạng, Nặm Giàng, Kẹn Cò, Nà Quản, Nà Khanh, Nà Cà, Chợ Chùa, Nà Thác, Lũng Tao, Khuổi Nà, Khuổi Cáy, Khuổi Nạc.